# Kitzmiller v. Dover Area School District
Tammy Kitzmiller, et al. contra Dover Area School District, et al., (caso número 04cv2688) foi, em 2005, o primeiro processo trazido a uma corte federal em que foi julgado o direito de a hipótese do design inteligente ser ensinada nas escolas públicas dos Estados Unidos. Foi considerado de grande importância tanto para a comunidade científica norte-americana como para os defensores do design inteligente, em particular o Discovery Institute.
Este processo foi feito por 11 pais de alunos de escolas públicas de Dover, Pensilvânia, nos Estados Unidos contra o conselho escolar local. Em causa esteve uma resolução do conselho, que exigiu que o design inteligente fosse apresentado como alternativa à teoria da Evolução, em sala de aula. Segundo os queixosos esta resolução viola a cláusula de estabelecimento da primeira emenda da Constituição dos Estados Unidos.
O conselho escolar de Dover votou a resolução de introdução do design inteligente no programa escolar do 9th grade (correspondente ao 9o ano do ensino básico em Portugal) a 18 de Outubro de 2004, com 6 votos a favor e 3 contra. Os queixosos instauraram o processo a 14 de Dezembro de 2004. O julgamento, presidido pelo juiz federal John E. Jones III, a citar um adepto declarado das ideias criacionistas , teve início a 26 de Setembro de 2005, durando 6 semanas. A 20 de Dezembro foi emitido o veredicto final, decidido a favor dos queixosos.
Os queixosos foram representados pro bono por duas associações de defesa de direitos norte-americanas, American Civil Liberties Union (ACLU), Americans United for Separation of Church and State e uma firma de advogados, Pepper Hamilton LLP. Foram ainda assessorados pela National Center for Science Education (NCSE).
Os acusados foram representados, também pro bono, pela Thomas More Law Center (TMLC), um centro de apoio jurídico norte-americano de cariz conservador-cristão que acompanhou o conselho escolar de Dover, desde a sua decisão de introduzir o design inteligente. Foram ainda assessorados por alguns colaboradodes do Discovery Institute, como Phillip E. Johnson, William Dembski e Michael Behe. A editora norte-americana Foundation for Thought and Ethics, editora o livro escolar defensor do design inteligente Of Pandas and People, tentou introduzir-se no processo como acusada, mas sem sucesso.

## Conjuntura
Certos membros do "Board of education" (algo como o conselho escolar do município) de Dover manifestaram sua preocupação quanto ao ensino da evolução. No verão de 2004, eles receberam aconselhamento legal do Discovery Institute e, em julho, aceitaram uma oferta do Thomas More Law Center para representá-los. Em 18 de outubro de 2004, o conselho votou e com 6 votos contra 3 aprovou o acréscimo da seguinte declaração ao currículo de biologia:
Os estudantes devem ser alertados das lacunas/problemas na teoria de Darwin e de outras teorias evolutivas, incluindo, mas não limitando a, design inteligente. Nota: As origens da vida não são ensinadas.
Em 19 de novembro de 2004, o Dover Area School District emitiu uma declaração impressa afirmando que, começando em janeiro de 2005, os professores deveriam ler a seguinte declaração aos estudantes na aula de biologia da nona série na Dover High School:
Os Padrões Acadêmicos da Pensilvânia exigem que os estudantes aprendam sobre a teoria da evolução de Darwin e eventualmente responder a um teste no qual a evolução é parte.
 Como a Teoria de Darwin é uma teoria, ela ainda está sendo testada conforme novas evidências são descobertas. A Teoria não é um fato. Existem lacunas na Teoria para as quais não há evidência. Uma teoria é definida como uma explicação bem testada que unifica um grande número de observações.
O design inteligente é uma explicação da origem da vida que difere da visão de Darwin. O livro de referência, Of Pandas and People está disponível aos estudantes para que eles vejam se gostariam de explorar esta visão em um esforço para obter um entendimento do que o design inteligente realmente envolve.
Como é verdade para qualquer teoria, os estudantes são encorajados a manter uma mente aberta. A escola deixa a discussão sobre as origens da vida aos estudantes e suas famílias. Sendo um distrito guiado por padrões, as aulas são focadas em preparar os estudantes para obter bons resultados em testes padrão.
Os três membros da escola que votaram contra esta resolução entregaram seus cargos em protesto, e professores de ciência do distrito se recusaram a ler a declaração a seus alunos de nona série, citando o código de educação da Pensilvânia, que declara que os professores não podem apresentar informações que eles acreditam serem falsas. Quem leu a declaração aos estudantes foi um administrador escolar.
A diretoria da escola alegou que havia "lacunas" na evolução, que foi chamada de teoria em vez de fato estabelecido, e que os estudantes tinham o direito de considerar outras visões sobre a origem da vida. A diretoria alegou que não ensinou o design inteligente mas apenas alertou os estudantes de sua existência como uma alternativa à evolução. Também negaram que o design inteligente era "religião disfarçada", apesar de ser representada no tribunal pelo Thomas More Law Center, um centro legal sem fins lucrativos conservador cristão, que usa o litígio para promover "a liberdade religiosa dos cristãos e valores familiares". Seu objetivo declarado é "ser a espada e escudo das pessoas de fé".
A União Americana Pela Liberdade Civil entrou com uma ação em 14 de dezembro de 2004, representando onze pais do distrito escolar de Dover, e procurou uma firma legal disposta a defender o caso com o risco de não ser paga caso fosse perdida a ação. Eric Rothschild, um dos parceiros da Pepper Hamilton LLP e membro do aconselhamento legal do National Center for Science Education rapidamente concordou em assumir o caso com base nesta contingência.
John West do Discovery Institute afirmou que o caso mostrou o esforço "orwelliano" da ACLU para suprimir o discurso científico e objetou que o caso fosse decidido no tribunal. "É um prospecto perturbador que o resultado deste processo pode ser que a corte irá tentar dizer aos cientistas o que é uma dúvida científica legítima e o que não é", disse West. "Que este é um flagrante ataque à liberdade de expressão." Os oponentes, representados pela Associação Americana pelo Avanço da Ciência e a Associação Nacional de Professores de Biologia alegou que esta declaração não era apenas irônica, mas também hipócrita, uma vez que o Discovery Institute opõe-se ao naturalismo metodológico, o princípio básico que limita a ciência aos fenômenos naturais e as causas naturais sem assumir a existência ou não-existência do supernatural, que está, por definição, além de alguma explicação natural.
Apesar de seu envolvimento já no princípio, o Discovery Institute estava preocupado que este fosse um caso de teste e que os acusados houvessem demonstrado suas motivações religiosas. Esta tensão levou a discussões com o Thomas More Law Center e a saída de três fellows do Discovery Institute como testemunhas especialistas da defesa antes de sua deposição - William A. Dembski, Stephen C. Meyer e John Angus Campbell. Isto por que o Thomas More Law Center recusou que estas testemunhas tivessem seus próprios advogados presentes durante a apresentação, mas Bruce Chapman, diretor do Discovery Institute, disse mais tarde que havia pedido que eles não testemunhassem (bem como Behe e Minnich, que mesmo assim testemunharam).
Em maio de 2005, o editor de Of Pandas and People, a Foundation for Thought and Ethics (FTE), apresentou uma moção pedindo para interferir no caso. A FTE alegou que uma decisão que o design inteligente era religioso iria ter severas consequências financeiras, citando possíveis perdas de aproximadamente meio milhão de dólares. Se tivesse sucesso em sua moção, a FTE seria co-réu junto com a Dover Area School Board, e poderia trazer seus próprios advogados e especialistas ao caso. Jon Buel, presidente da FTE, implcou que se permitido a intervir, a FTE traria William A. Dembski e Stephen C. Meyer como especialistas da defesa. Em sua decisão sobre a moção, o juiz John E. Jones III declarou que a FTE não poderia intervir no caso por que sua moção fora apresentada fora do prazo, descrevendo as razões para a FTE não ter tentado o envolvimento em um momento anterior como sendo "tanto fútil quanto maliciosa". O juiz Jones também declarou que a FTE falhou em demonstrar que possuía "um interesse protegível no litígio que garantisse a intervenção como parte" e que seus interesses não seriam apropriadamente representados pelos réus.
Nas eleições de novembro de 2005, nenhum dos membros da Dover School Board que votaram pela política do design inteligente foi reeleito, e uma nova diretoria escolar, que rejeitou a política, assumiu a secretaria. Este fato efetivamente anulou a possibilidade de um apelo a alguma instância judicial superior.